# Augsburški verski mir
Augsburški verski mir je listina, ki so jo 25. septembra 1555 na državnem zboru v Augsburgu sprejeli cesar Karel V. (ki ga je zastopal brat Ferdinand I., tedaj nemški kralj) in državni stanovi. Z njim so končali verske boje reformacije in priznali novo vero - luteranstvo. Glavno načelo augsburškega verskega miru je bilo: čigar dežela — tega vera (latinsko: cuius regio — eius religio). Če podložniki niso izbrali iste veroizpovedi kot njihov gospod, so imeli pravico izseliti se (ius emigrandi).
Izjema v osnovnem načelu so bila cerkvena posestva. Če se je spreobrnil cerkveni zemljiški gospod, je moral zapustiti svoj položaj in posest (pravilo cerkvene rezervacije, reservatum ecclesiasticum, ki zagotavlja, da se cerkvena posest ne zmanjšuje in se ohranja katolištvo kot veroizpoved cesarstva).
Medtem ko se je osnovno načelo, v katerem so se našli tako protestantski kot katoliški knezi, v praksi pokazalo kot stabilna rešitev, je bilo določilo o cerkveni zemlji za protestante sporno. Dosegli so sicer, da ni veljalo za nazaj, skušali pa so se mu izogibati tudi v naprej, kar je vodilo do novih sporov.
Ker je v listini govora o confessio Augustana ali augsburški veroizpovedi (ki je bila predstavljena na državnem zboru v Augsburgu leta 1530 in ki je osnova luteranstva) se nanašajo pravice verskega miru le na luterance, ne pa tudi na vernike drugih reformiranih veroizpovedi, kar je najbolj prizadevalo kalviniste. Z vestfalskim mirom so leta 1648 določila augsburškega verskega miru razširili na kalviniste.
Cesar po augsburškem verskem miru ni imel več religioznih kompetenc. Karel V. je bil nad izidom pogajanj tako razočaran, da se je 1556 odpovedal cesarskemu položaju v korist brata Ferdinanda I.
Naslednje države so si izbrale vere:
- Češka - husiti
- Anglija - anglikanizem
- Švica - kalvinizem
- Nemčija - protestantizem
- Francija - hugenoti